# 10690 Massera
10690 Massera este o planetă minoră (asteroid), cu un diametru de 9,218 km, din Outer Main Belt⁠(d). A fost descoperită pe 28 februarie 1981 la Observatorul Siding Spring de Schelte J. Bus. 
Obiectul prezintă o orbită caracterizată de o semiaxă mare de 3,205195 UAi, o excentricitate de 0,12, o înclinație de 6,10417 ° în raport cu ecliptica.